# Рехберг, Арнольд
Арнольд Рехберг (нем. Arnold Rechberg; 9 октября 1879 года, Бад-Херсфельд, Германская империя — 28 февраля 1947 года, Штарнберг, Американская зона оккупации) — немецкий предприниматель и дипломат, крупнейший акционер калиевого концерна «Винтерсхалл» (Wintershall AG; совладение с братом Фрицем Рехбергом).

## Деятельность
С 1917 года занимался организацией европейского блока против России и СССР. Поддерживал план генерал-майора Макса Гофмана по военному завоеванию России и установлению подконтрольного или марионеточного правительства.
Рехберг поставил на службу «плану Гофмана» свои обширные связи. Он свёл генерала не только с отечественными промышленниками, но и с представителями держав Антанты. Уже в 1919 году он организовал встречу Гофмана с маршалом Фошем. Вслед за этим он превратил свой берлинский дом в место встречи союзных и немецких представителей и развил там перед английскими и французскими генералами и дипломатами свои идеи об экономической общности интересов их стран с Германией и о борьбе совместно с новой германской армией против большевизма.
Поддерживал «политику катастроф», проводившуюся Гуго Стиннесом, который и после поражения Германии не упускал из виду свои интересы: стремился овладеть французскими, бельгийскими и люксембургскими каменноугольными месторождениями и, как всегда, яростно подстрекал к установлению германского господства над Россией. Сам Рехберг был заинтересован в захвате российских месторождений калия — для установления мировой монополии.
Среди крупных промышленников Германии он был одним из первых пропагандистов заключения между Германией и Францией пакта против Советского Союза. Выступал «экономическим советником» генерала Людендорфа, предлагал тому создать объединённый германо-французский генеральный штаб. Из-за неприятия этой идеи вскоре разошёлся с ним.
В 1930-х годах был одним из тех, кто стоял за банковской группой Яльмара Шахта (Фридрих Рейнхардт, Эмиль Майер и Эмиль фон Штраус), которую в Третьем рейхе называли «кружком друзей Генриха Гиммлера». Сыграл значительную роль в поддержке планов Гитлера.
После Второй мировой войны, исход которой, как считал Рехберг, лишь подтвердил верность установок на захватническую войну Запада против Советского Союза, он в июне 1945 году вновь предложил западным державам осуществить его планы.

## Интересные факты
В 1918 году через посредничество Фрица Рехберга членом Правления фирмы Wintershall AG стал талантливый стратег биржевой игры Гюнтер Квандт и, впоследствии, основатель промышленной империи, в которую сегодня входит автоконцерн BMW AG.
К 1920 году с активным участием Квандта компания Wintershal AG стала крупнейшим калиевым концерном, который имел не менее 27 заводов по производству калия и 28 шахт.